# Ernesto Weber
Ernesto Teixeira Weber (Rio de Janeiro, 29 de dezembro de 1937) é um engenheiro mecânico brasileiro.

## Biografia
Cursou Engenharia Industrial Mecânica na Pontifícia Universidade Católica do Rio de Janeiro, com especialização em Engenharia de Produção e de Manutenção de Equipamentos de Petróleo, é pós graduado em Pesquisa Operacional.
Foi presidente da Petrobras, de 21 de agosto de 1991 a 4 de maio de 1992, aonde também ocupou o cargo de Diretor de Transportes. Foi também diretor-superintendente da Polibrasil Resinas e diretor da Associação Brasileira da Indústria Química e de Produtos Derivados (Abiquim).